# Ricardo Samper Ibáñez

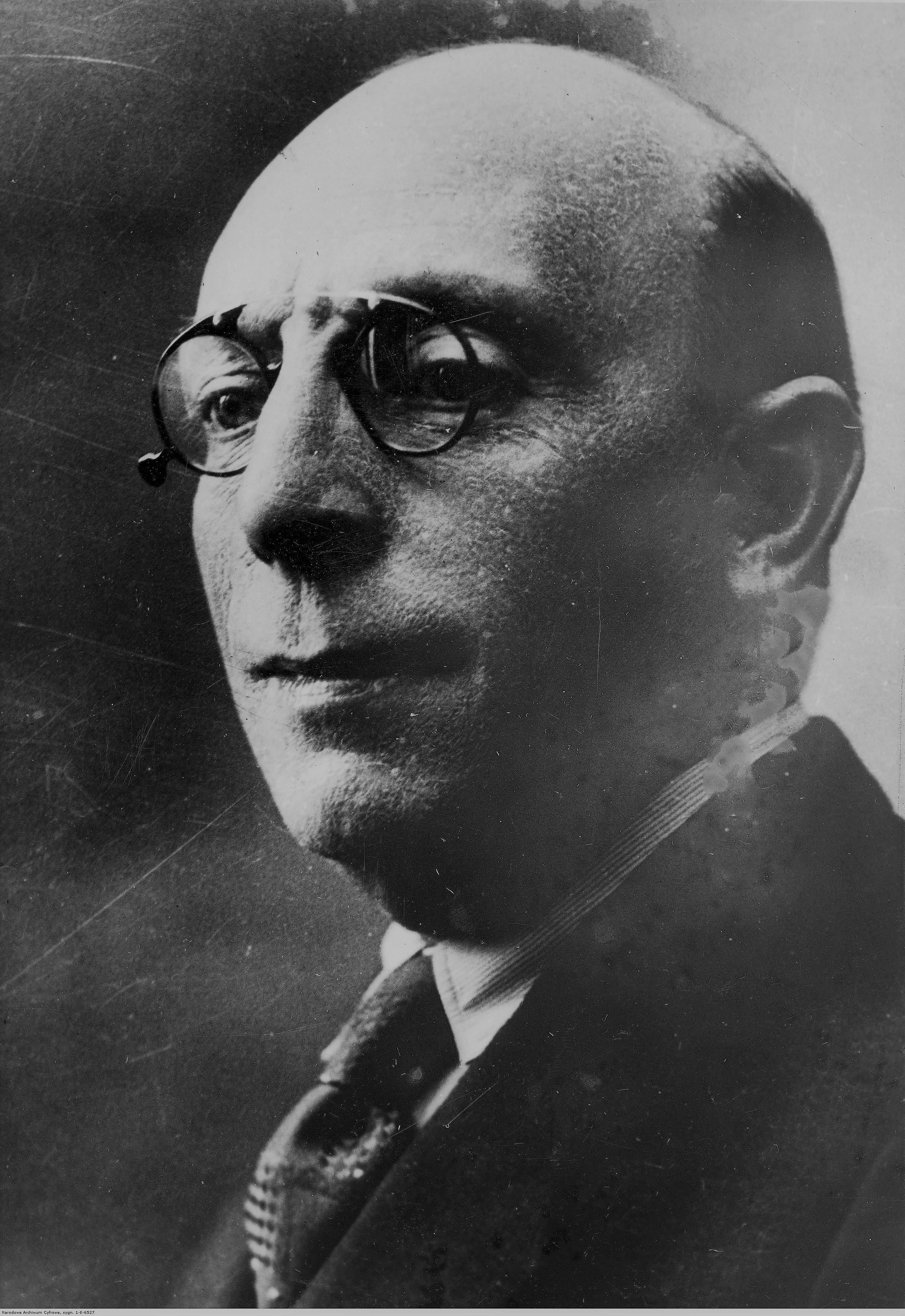
Ricardo Samper Ibáñez

Ricardo Samper y Ibáñez (* 25. August 1881 in Valencia; † 27. Oktober 1938 in Genf) war ein spanischer Politiker und Ministerpräsident Spaniens (Presidente del Gobierno).

## Biografie

### Bürgermeister und Abgeordneter
Nach dem Studium der Rechtswissenschaften an der Universität Valencia, das er 1905 abschloss, war er bis zu seiner Ernennung zum Minister 1933 als Rechtsanwalt tätig.
Seine politische Laufbahn begann er 1911 mit der Wahl zum Mitglied des Stadtrates (Concejal) seiner Heimatstadt Valencia. Nach dem Ersten Weltkrieg wurde er 1920 als Stadtrat wiedergewählt. Zugleich war er zwischen 1920 und 1923 Bürgermeister (Alcalde) von Valencia. Darüber hinaus war er Redakteur der von Diego Martínez Barrio gegründeten radikalen Tageszeitung „El Pueblo“ (Das Volk). Während der Militärdiktatur von Miguel Primo de Rivera von September 1923 bis Januar 1930 verlor er jedoch alle politischen Ämter.
Nach der Ausrufung der Zweiten Republik wurde er am 28. Juni 1931 als Vertreter der Radikal-Republikanischen Partei (Partido Republicano Radical) von Alejandro Lerroux zum Abgeordneten des Parlaments (Congreso de los Diputados) gewählt, wo er bis zum 16. Februar 1936 die Interessen des Wahlkreises Valencia vertrat.

### Minister und Ministerpräsident während der Zweiten Republik
Am 12. September 1933 berief ihn Lerroux als Minister für Arbeit und Soziale Fürsorge (Ministro de Trabajo y Previsión Social) in sein erstes Kabinett, dem er bis zum 8. Oktober 1933 angehörte. Nach den Parlamentswahlen vom 19. November 1933 wurde er von Lerroux nach dessen Bildung eines zweiten Kabinetts am 16. Dezember 1933 zum Minister für Industrie und Handel (Ministro de Industrie y Comercio) ernannt. Dieses Amt behielt er bis zum 28. April 1934.
Am 28. April 1934 wurde er als Nachfolger von Lerroux dann schließlich selbst von Präsident Niceto Alcalá-Zamora zum Ministerpräsidenten Spaniens (Presidente del Gobierno) ernannt. In seiner Amtszeit wurde die Amnestie der Teilnehmer an der von General José Sanjurjo geführten Militärrevolte erlassen, nach dem sein Vorgänger Lerroux diese verweigert hatte. Allerdings musste er bald darauf am 4. Oktober 1934 zurücktreten, nach dem ihm die Konföderation der Autonomen Rechten (Confederación Española de Derechas Autónomas, CEDA), eine Allianz politischer Parteien unter dem Vorsitz von José María Gil-Robles y Quiñones, die Zusammenarbeit in der Regierung wegen der Unfähigkeit zur Lösung sozialer Probleme aufgekündigt hatte.
Lerroux, der am 4. Oktober 1934 sein Nachfolger als Ministerpräsident wurde, berief ihn als Außenminister (Ministro de Estado) wiederum in sein Kabinett. Allerdings musste er bereits am 16. November 1934 im zurücktreten, nachdem ihn die CEDE neben Kriegsminister Diego Hidalgo Durán für den Generalstreik vom 5. Oktober 1934, die darauf folgende Ausrufung des Staates Katalonien durch Lluís Companys und die Bergarbeiterrevolution (Revolucion Minera) in Asturien mit verantwortlich machte.
Nach Beginn des Bürgerkrieges im Juli 1936 ging er ins Exil in die Schweiz.